# لانس هويت
لانس هويت (بالإنجليزية:Editing Lance Hoyt، من مواليد 28 فوريه 1977) وهو مصارع أمريكي محترف كان يصارع في الدبليو دبليو أي سابقا تحت اسم فينس آرتشر ظهر سنة 2009 في أي سي دبليو وأنتهى عقده في يوم 19 نوفمبر 2010 وكانت أخر مباراة له ضد لوك جالوس وخسرها.

## روابط خارجية
- لانس هويت على موقع IMDb (الإنجليزية)
- لانس هويت على موقع قاعدة بيانات الفيلم (الإنجليزية)
- لانس هويت على موقع CageMatch worker (الإنجليزية)
- لانس هويت على موقع قاعدة بيانات المصارعة على الإنترنت (الإنجليزية)
- لانس هويت على موقع عالم المصارعة على الإنترنت (الإنجليزية)
- لانس هويت على موقع عالم المصارعة على الإنترنت (الإنجليزية)